# SMS Elsaß
Le SMS Elsaß est le deuxième cuirassé pré-dreadnought de la classe Braunschweig de la marine impériale allemande. Il a été lancé en 1903. Il a pour sister-ships les SMS Braunschweig, SMS Hessen, SMS Preußen et SMS Lothringen. Il est affecté après la Première Guerre mondiale à la Reichsmarine.

## Service

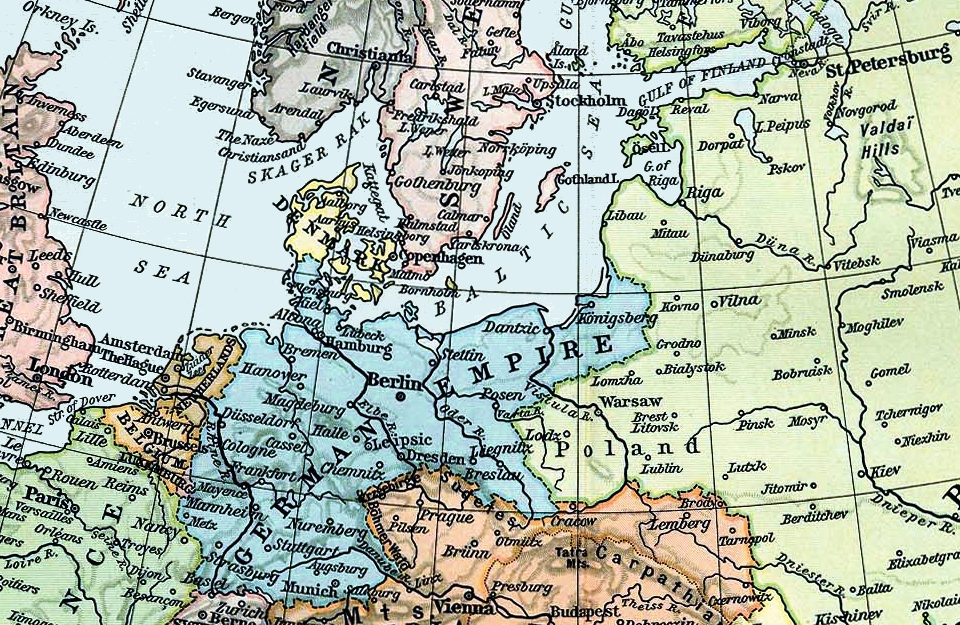
Carte de la mer du nord et de la mer baltique.

Le navire est bâti par le chantier naval de la compagnie Schichau à Dantzig. Il est lancé le 26 mai 1903, transformé aux chantiers navals impériaux de Kiel, et mis en service le 29 novembre 1904. Après des essais en mai 1905, il est affecté à la Ire division de la IIe escadre nouvellement formée. Il participe ensuite aux manœuvres habituelles et à des voyages de formation. Le 28 août 1908, une grenade explose à bord, pendant un entraînement à Kiel, ce qui provoque la mort de deux hommes d'équipage, tandis que six autres sont blessés. Le navire entre en collision le 14 décembre 1910 avec le cuirassé SMS Schwaben et le 23 mars 1912 avec le paquebot Pollux, au cours d'un exercice dans le détroit de Skagerrak. Le SMS Elsaß est affecté le 3 octobre 1911 à la Ire escadre de la Hochseeflotte, et il est basé à Wilhelmshaven. Il quitte l'escadre le 29 avril 1912, remplacé par le SMS Oldenburg. L'équipage est réduit. Le navire participe aux manœuvres habituelles. Il est mis hors service le 17 mars 1913 à Kiel  pour une révision générale et il est placé dans la division de réserve de la mer Baltique.
Lorsque la guerre menace pendant la crise de juillet, le navire est remis en service, le 31 juillet 1914. Il est affecté à la IVe escadre de combat de la Hochseeflotte, commandée par le vice-amiral Schmidt.

### Première Guerre mondiale
Du 20 au 26 septembre, il participe à une attaque devant Windau, avec une opération de débarquement et à la  fin de l'année, il essuie un combat du 26 au 30 décembre 1914 au large de l'île de Gotland.
Jusqu'à la fin de juillet 1915, le navire assure des missions de surveillance à l'embouchure de l'Elbe et dans la région, puis il repart en combat au nord de l'île de Gotland du 11 au 15 juillet et les 18 et 19 juillet suivants. Il repart au combat autour des îles de la Baltique contre la flotte impériale russe. Il s'agit également du 6 au 20 août 1915 de la chasser du golfe de Riga avec l'objectif d'atteindre ensuite Saint-Pétersbourg, mais la canonnière russe Grossiachtchy l'attaque par deux fois le 8 août, puis elle est face au Slava, au cours d'un duel au canon. Du 29 au 31 août, elle est opérations dans le golfe de Finlande et essuie des combats un mois plus tard, du 21 au 23 septembre 1915 au nord de la mer Baltique. Ensuite, le navire est engagé dans des opérations de couverture pour le déminage du détroit d'Irbe, les 7 et octobre 1915. Le 18 décembre, le SMS Elsaß est de retour à Kiel pour révision. Il devient à partir du 25 juillet 1916 navire-école et désarmé. Il est à Wilhelmshaven à la fin de la guerre et à la chute du trône.

### Reichsmarine
Le navire obtient le droit de rester dans la marine allemande après le traité de Versailles et il est remis en service par la Reichsmarine, le 15 février 1924, toujours en tant que navire-école. Il fait un grand voyage de formation dans l'Atlantique en juillet 1924. En Norvège l'été suivant, et en Méditerranée en mai et juin 1926. L'année suivante, il traverse l'Atlantique en avril-mai, et à l'été 1928, croise dans les eaux norvégiennes. Il est dans la Baltique à l'hiver 1928-1929, et croise dans l'Atlantique et les eaux suédoises l'été suivant. Il est mis hors service, le 15 février 1930 et rayé des listes, le 31 mars 1931. Il est vendu pour la ferraille en octobre 1935 et détruit quelques mois plus tard à Bremerhaven.

## Données techniques
- Longueur: 127,7 m
- Largeur: 22,2 m
- Tirant d'eau: 8,16 m
- Déplacement: 14 394 t
- Équipage: 35 officiers et 708 hommes d'équipage

## Commandants de bord
- 29 novembre 1904 - 30 septembre 1905: Kapitän zur See Hugo Pohl
- 1er octobre 1905 - 30 septembre 1907: Kapitän zur See Gustav Bachmann (de)
- 1er octobre 1907 - septembre 1909: Kapitän zur See Reinhard Scheer
- Septembre 1909 - septembre 1911: Kapitän zur See Hubert von Rebeur-Paschwitz
- Septembre - octobre 1911: Kapitän zur See Carl Schaumann (de)
- Octobre 1911 - avril 1912: Kapitän zur See Hugo Langemak
- Avril - août 1912: korvettenkapitän Eduard Bartels (équipage réduit)
- Août - septembre 1912: Kapitän zur See Leberecht Maass
- Septembre - décembre 1912: korvettenkapitän Eduard Bartels (équipage réduit)
- Décembre 1912 - 13 mai 1913: Kapitän zur See Siegfried Bölken
- 31 juillet 1914 - février 1915: Kapitän zur See Hugo Langemak
- Février - novembre 1915: Kapitän zur See Robert Kühne (de)
- Novembre 1915 - juillet 1916: Kapitän zur See Johann von Lessel (de)
- Juillet - septembre 1916: korvettenkapitän Ernst Hoffmann (équipage réduit)
- Septembre - décembre 1916: korvettenkapitän Hellmut Kellermann (équipage réduit)
- Décembre 1916 - février 1917: capitaine-lieutenant Johannes Bähr (équipage réduit)
- Février 1917: korvettenkapitän Walter Mehnert (équipage réduit)
- Février 1917 - mars 1918: Kapitän zur See Friedrich Kuntz (équipage réduit)
- Mars - 20 juin 1918: korvettenkapitän Richard Spitzner
- 15 octobre - décembre 1918: fregattenkapitän Waldemar Krah (de)
- Décembre 1918: lieutenant de vaisseau Nerner
- 15 février 1924 - octobre 1925: Kapitän zur See Wilhelm Prentzel (de)
- Octobre 1925 - septembre 1927: Kapitän zur See Friedrich Brutzer (de)
- Octobre 1927 - septembre 1929: fregattenkapitän, puis Kapitän zur See Otto Schultze
- Septembre 1929 - février 1930: fregattenkapitän, puis Kapitän zur See Reinhold Knobloch (de)

## Source
- (de) Cet article est partiellement ou en totalité issu de l’article de Wikipédia en allemand intitulé « SMS Elsass » (voir la liste des auteurs).